# Sarah True
Sarah True (* 27. November 1981 in Hanover als Sarah Brooke Groff) ist eine US-amerikanische Triathletin. Sie ist Aquathlon-Weltmeisterin (2007), zweifache Olympiastarterin (2012, 2016) sowie nationale Meisterin auf der Triathlon-Sprintdistanz (2017). Sie wird in der Bestenliste US-amerikanischer Triathletinnen auf der Ironman-Distanz geführt.

## Werdegang
Die starke Schwimmerin startete beim Grand Prix de Triathlon in Frankreich für den Verein Charleville Tri Ardennes.

### Aquathlon-Weltmeisterin 2007
Im Mai 2007 wurde die damals 25-Jährige in Mexiko Aquathlon-Weltmeisterin (2,5 km Laufen, 1 km Schwimmen und 2,5 km Laufen). 2011 wurde sie Dritte bei der Weltmeisterschaft auf der Triathlon-Kurzdistanz (1,5 km Schwimmen, 40 km Radfahren und 10 km Laufen).

### Olympische Spiele 2012
Bei den Olympischen Sommerspielen belegte sie 2012 in London als beste US-Amerikanerin den vierten Rang.
Bei der Triathlon-Weltmeisterschafts-Rennserie 2014 wurde sie Zweite und damit Triathlon-Vizeweltmeisterin auf der olympischen Distanz.
Im September 2015 belegte sie mit dem siebten Rang beim abschließenden „Grand-Final-Rennen“ in Chicago nach 2011 zum zweiten Mal den dritten Rang innerhalb der Triathlon-Weltmeisterschafts-Rennserie.

### Olympische Spiele 2016

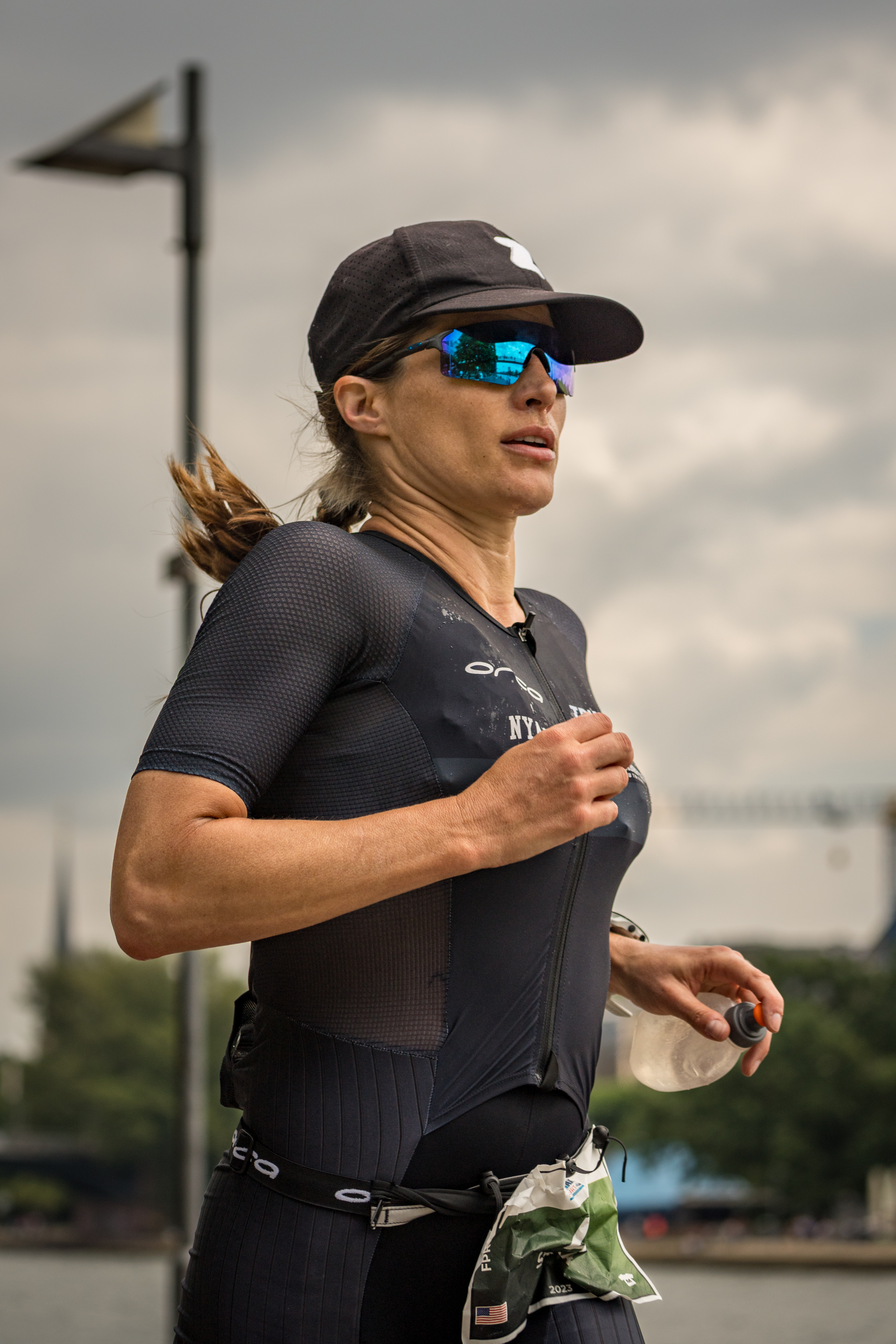
Sarah True beim Ironman Germany 2023

Sie qualifizierte sich 2016 erneut für einen Startplatz bei den Olympischen Sommerspielen. Sarah True ging am 20. August in Rio de Janeiro für die USA an den Start, wurde aber überrundet und nicht gewertet. In der Weltmeisterschafts-Rennserie 2016 belegte sie nach neun Rennen den neunten Rang.
Im März 2017 wurde sie US-Meisterin auf der Triathlon-Sprintdistanz. Im Juni startete sie das erste Mal auf der Mitteldistanz und sie wurde Zweite beim Ironman 70.3 Mont-Tremblant (1,9 km Schwimmen, 90 km Radfahren und 21,1 km Laufen). Bei den Ironman 70.3 World Championships belegte sie im September den vierten Rang.

### Triathlon-Langdistanz seit 2018
Bei ihrem ersten Start auf der Ironman-Distanz (3,86 km Schwimmen, 180,2 km Radfahren und 42,195 km Laufen) wurde sie im Juli 2018 Zweite bei den Ironman European Championships in Frankfurt am Main. Im Oktober wurde sie Vierte beim Ironman Hawaii (Ironman World Championships). 2019 konnte sie sowohl den Ironman Germany als auch den Ironman Hawaii nicht beenden.
Im Juni 2022 gewann True den Ironman 70.3 Eagleman. Im Juli gewann die 40-Jährige in Lake Placid mit dem Ironman USA ihr erstes Ironman-Rennen und sie stellte mit ihrer Siegerzeit von 9:00:22 Stunden einen neuen Streckenrekord ein.
Im Juli 2023 siegte True beim Ironman Germany in Frankfurt in einer Zeit von 8:54:53 Stunden. Im Juli 2024 gewann die 42-Jährige mit dem Ironman 70.3 Maine ihr viertes Ironman-70.3-Rennen.
Im September 2024 gewann Sarah True mit dem Ironman Chattanooga ihr fünftes Ironman-Rennen.
Im Juli 2025 startete sie im Ironman USA, konnte das Rennen aber nicht beenden.
Sarah True lebt in Cooperstown. Sie wurde trainiert von Darren Smith und von Dan Lorang.
Seit Oktober 2014 ist sie mit dem Langstreckenläufer Ben True verheiratet und startet seitdem als Sarah True.

## Sportliche Erfolge
| Datum/Jahr    | Platz | Wettbewerb                                       | Austragungsort | Zeit     | Bemerkung |
| ------------- | ----- | ------------------------------------------------ | -------------- | -------- | --- |
| 8. Apr. 2017  | 34    | ITU World Championship Series 2017               | Gold Coast     | 01:02:57 | |
| 2. Apr. 2017  | 10    | ITU Triathlon World Cup                          | New Plymouth   | 01:00:27 | |
| 11. März 2017 | 1     | USA Sprint Triathlon National Championship       | Sarasota       | 00:55:58 | Nationale Meisterin Sprintdistanz                                                                            |
| 18. Sep. 2016 | 7     | ITU World Championship Series 2016               | Cozumel        | 01:59:58 | |
| 4. Sep. 2016  | 2     | ITU World Championship Series 2016               | Edmonton       | 00:56:52 | |
| 20. Aug. 2016 | LAP   | Olympische Sommerspiele 2016                     | Rio de Janeiro | –        | |
| 18. Sep. 2015 | 7     | ITU World Championship Series 2015               | Chicago        | 01:57:19 | Grand Final – Triathlon-Weltmeisterschaft auf der olympischen Distanz                                        |
| 22. Aug. 2015 | 1     | ITU World Championship Series 2015               | Stockholm      | 02:01:05 | |
| 2. Aug. 2015  | 4     | ITU World Olympic Qualification Event            | Rio de Janeiro | 01:59:46 | |
| 25. Apr. 2015 | 13    | ITU World Championship Series 2015               | Kapstadt       | 01:50:52 | |
| 11. Apr. 2015 | 2     | ITU World Championship Series 2015               | Gold Coast     | 01:58:17 | Zweite hinter Gwen Jorgensen                                                                                 |
| 29. März 2015 | 8     | ITU World Championship Series 2015               | Auckland       | 02:12:22 | |
| 7. März 2015  | 9     | ITU World Championship Series 2015               | Abu Dhabi      | 00:59:51 | im ersten Rennen der Saison auf der Sprintdistanz                                                            |
| 23. Aug. 2014 | 1     | ITU World Championship Series 2014               | Stockholm      | 01:03:00 | auf der Sprintdistanz                                                                                        |
| 31. Mai 2014  | 2     | ITU World Championship Series 2014               | London         | 00:55:12 | Zweite auf der Sprintdistanz                                                                                 |
| 9. März 2013  | 1     | ITU Sprint Triathlon Pan American Cup            | Clermont       | 01:00:17 | |
| 3. März 2013  | 2     | Escape from Alcatraz Triathlon                   | San Francisco  | 02:18:37 | Zweite hinter Heather Jackson                                                                                |
| 4. Aug. 2012  | 4     | Olympische Sommerspiele 2012                     | London         | 02:00:00 | |
| 21. Juli 2012 | 3     | ITU World Championship Series 2012               | Hamburg        | 00:56:21 | auf der Sprintdistanz                                                                                        |
| 23. Juni 2012 | 7     | ITU World Championship Series 2012               | Kitzbühel      | 02:06:20 | |
| 10. Sep. 2011 | 10    | ITU World Championship Series 2011               | Peking         | 02:00:37 | |
| 20. Aug. 2011 | 7     | ITU Sprint Triathlon World Championship          | Lausanne       | 00:59:06 | Weltmeisterschaft auf der Sprintdistanz                                                                      |
| 6. Aug. 2011  | 7     | ITU World Championship Series 2011               | London         | 02:00:58 | |
| 17. Juli 2011 | 13    | ITU World Championship Series 2011               | Hamburg        | 01:55:26 | |
| 19. Juni 2011 | 3     | ITU World Championship Series 2011               | Kitzbühel      | 02:06:27 | [ 9 ] |
| 5. Juni 2011  | 7     | ITU World Championship Series 2011               | Madrid         | 02:05:28 | hinter der Siegerin Paula Findlay                                                                            |
| 24. Juli 2010 | 12    | ITU World Championship Series 2010               | London         | 01:53:35 | 5. Rennen der Serie                                                                                          |
| 1. Mai 2011   | 3     | 5150 St. Anthony’s Triathlon                     | St. Petersburg | 01:41:22 | |
| 12. Sep. 2009 | 28    | ITU World Championship Series 2009               | Gold Coast     | 01:53:51 | |
| 4. Apr. 2009  | 2     | Ironman 70.3 California                          | Oceanside      |          | [ 11 ] |
| 8. Nov. 2008  | 1     | ITU Triathlon Pan American Cup                   | San Francisco  | 02:05:49 | Siegerin vor Julie Ertel                                                                                     |
| 5. Juni 2008  | 7     | ITU Short Distance Triathlon World Championships | Vancouver      | 02:04:08 | Triathlon-Weltmeisterschaft auf der Kurzdistanz                                                              |
| 30. Aug. 2007 | 16    | ITU Short Distance Triathlon World Championships | Hamburg        | 01:56:19 | Triathlon-Weltmeisterschaft auf der Kurzdistanz                                                              |
| 1. Nov. 2006  | 2     | ITU Triathlon Team World Championships           | Cancún         | 01:06:03 | im Team mit Mary Beth Ellis und Michelle Lindsay (3 × 250 m Schwimmen, 6,67 km Radfahren und 1,67 km Laufen) |

| Datum/Jahr    | Platz | Wettbewerb                       | Austragungsort       | Zeit     | Bemerkung                          |
| ------------- | ----- | -------------------------------- | -------------------- | -------- | ---------------------------------- |
| 28. Juli 2024 | 1     | Ironman 70.3 Maine               | Old Orchard Beach    | 04:12:01 |                                    |
| 12. Juni 2022 | 1     | Eagleman Ironman 70.3            | Cambridge (Maryland) | 04:03:51 |                                    |
| 15. März 2020 | 2     | Ironman 70.3 Campeche            | Campeche             | 04:23:38 |                                    |
| 1. Sep. 2018  | 10    | Ironman 70.3 World Championships | Port Elizabeth       | 04:16:00 |                                    |
| 8. Apr. 2018  | 3     | Ironman 70.3 California          | Oceanside            | 04:21:53 |                                    |
| 29. Okt. 2017 | 1     | Ironman 70.3 Austin              | Austin               | 04:21:18 |                                    |
| 24. Sep. 2017 | 1     | Ironman 70.3 Augusta             | Augusta              | 04:11:23 |                                    |
| 9. Sep. 2017  | 4     | Ironman 70.3 World Championships | Chattanooga          | 04:21:40 |                                    |
| 25. Juni 2017 | 2     | Ironman 70.3 Mont-Tremblant      | Mont-Tremblant       | 04:18:21 | erster Start auf der Mitteldistanz |

| Datum/Jahr    | Platz | Wettbewerb          | Austragungsort          | Zeit     | Bemerkung |
| ------------- | ----- | ------------------- | ----------------------- | -------- | --- |
| 20. Juli 2025 | DNF   | Ironman USA         | Lake Placid             | –        | |
| 29. Sep. 2024 | 1     | Ironman Chattanooga | Chattanooga (Tennessee) | 07:17:13 | ohne das Schwimmen ausgetragen wegen Starkregens                                                                |
| 25. Aug. 2024 | 1     | Ironman Canada      | Penticton               | 07:52:29 | |
| 14. Okt. 2023 | 8     | Ironman Hawaii      | Hawaii                  | 08:47:06 | |
| 2. Juli 2023  | 1     | Ironman Germany     | Frankfurt am Main       | 08:54:33 | [ 13 ] |
| 20. Nov. 2022 | 1     | Ironman Arizona     | Tempe                   | 08:42:38 | [ 14 ] |
| 6. Okt. 2022  | DNF   | Ironman Hawaii      | Hawaii                  | –        | [ 15 ] |
| 24. Juli 2022 | 1     | Ironman USA         | Lake Placid             | 09:00:22 | |
| 12. Okt. 2019 | DNF   | Ironman Hawaii      | Hawaii                  | –        | Rennabbruch auf der Radstrecke                                                                                  |
| 30. Juni 2019 | DNF   | Ironman Germany     | Frankfurt am Main       | –        | Sarah True musste in Führung liegend 900 Meter vor dem Ziel wegen Dehydratation aus dem Rennen genommen werden. |
| 13. Okt. 2018 | 4     | Ironman Hawaii      | Hawaii                  | 08:43:43 | |
| 8. Juli 2018  | 2     | Ironman Germany     | Frankfurt am Main       | 09:05:19 | Erster Start auf der Langdistanz – Zweite bei den Ironman European Championships                                |

| Datum/Jahr   | Platz | Wettbewerb                        | Austragungsort | Zeit     | Bemerkung                                                                  |
| ------------ | ----- | --------------------------------- | -------------- | -------- | -------------------------------------------------------------------------- |
| 12. Mai 2007 | 1     | ITU Aquathlon World Championships | Ixtapa         | 00:32:52 | Aquathlon-Weltmeisterin (2,5 km Laufen, 1 km Schwimmen und 2,5 km Laufen). |

| Datum/Jahr    | Platz | Wettbewerb            | Austragungsort | Zeit  | Bemerkung                    |
| ------------- | ----- | --------------------- | -------------- | ----- | ---------------------------- |
| 22. Sep. 2018 | 1     | Kukio Blue Water Swim | Kukio, Hawaii  | 26:34 | Open Ocean Swim (1,2 Meilen) |

(DNF – Did Not Finish; LAP – Überrundet)